# Клостер Ленин (општина)
Клостер Ленин (њем. Kloster Lehnin) општина је у њемачкој савезној држави Бранденбург. Једно је од 38 општинских средишта округа Потсдам-Мителмарк. Према процјени из 2010. у општини је живјело 11.195 становника. Посједује регионалну шифру (AGS) 12069306.

## Географски и демографски подаци
Клостер Ленин се налази у савезној држави Бранденбург у округу Потсдам-Мителмарк. Општина се налази на надморској висини од 36 метара. Површина општине износи 199,3 km². У самом мјесту је, према процјени из 2010. године, живјело 11.195 становника. Просјечна густина становништва износи 56 становника/km².